# هورادیز
هورادیز (ترکی آذربایجانی: Horadiz) شهری در شهرستان فضولی کشور جمهوری آذربایجان است. جمعیت این شهر بر اساس سرشماری سال ۱۹۸۹ میلادی، ۵٫۶۸۹ نفر و بر اساس سرشماری سال ۲۰۰۸ میلادی، ۲٫۸۰۰ بوده‌است. جمعیت هورادیز در سال ۲۰۱۹ به ۷٬۶۰۰ نفر رسیده است.